# Kanton Masevaux-Niederbruck
Masevaux-Niederbruck is een kanton van het Franse departement Haut-Rhin in de regio Grand Est. Het kanton maakt deel uit van de arrondissementen Altkirch  en Thann-Guebwiller.

## Geschiedenis
Op 22 maart 2015 fuseerde het arrondissement Thann, waar het kanton Masevaux deel van uitmaakte, met het arrondissement Guebwiller tot het arrondissement Thann-Guebwiller.
Het kanton Dannemarie werd opgeheven en de gemeenten werden opgenomen in het kanton Masevaux. De gemeenten Bernwiller, Burnhaupt-le-Bas en Burnhaupt-le-Haut werden overgeheveld uit het kanton Cernay. De gemeenten Ballersdorf en Eglingen werden overgeheveld van het kanton Altkirch en Guewenheim werd overgenomen van het kanton Thann.
Het kanton Hirsingue werd opgeheven en de gemeenten Friesen, Fulleren, Hindlingen, Largitzen, Mertzen, Pfetterhouse, Saint-Ulrich, Seppois-le-Bas, Seppois-le-Haut, Strueth, Ueberstrass werden opgenomen in het kanton Masevaux, evenals de gemeente Mooslargue van het eveneens opgeheven kanton Ferrette. Hiermee nam het aantal gemeenten in het kanton toe van 15 tot 62.
Op 1 januari 2016 werd de gemeente Ammertzwiller opgeheven en opgenomen in de gemeente Bernwiller, die hiermee de status van commune nouvelle kreeg. De gemeenten Mortzwiller en Soppe-le-Haut fuseerden tot de commune nouvelle Le Haut Soultzbach. en Masevaux fuseerde met Niederbruck tot de commune nouvelle Masevaux-Niederbruck, die de rol van hoofdplaats van het kanton overnam. Door deze gemeentefusies nam het aantal gemeenten in het kanton af van 62 tot 59. Op 24 februari 2021 werd ook de naam van het kanton aangepast van Masevaux naar Masevaux-Niederbruck.

## Gemeenten
Het kanton Masevaux-Niederbruck omvat de volgende gemeenten:
- Altenach
- Ballersdorf
- Balschwiller
- Bellemagny
- Bernwiller
- Bréchaumont
- Bretten
- Buethwiller
- Burnhaupt-le-Bas
- Burnhaupt-le-Haut
- Chavannes-sur-l'Étang
- Dannemarie
- Diefmatten
- Dolleren
- Eglingen
- Elbach
- Éteimbes
- Falkwiller
- Friesen
- Fulleren
- Gildwiller
- Gommersdorf
- Guevenatten
- Guewenheim
- Hagenbach
- Le Haut Soultzbach
- Hecken
- Hindlingen
- Kirchberg
- Largitzen
- Lauw
- Magny
- Manspach
- Mertzen
- Masevaux-Niederbruck (hoofdplaats)
- Montreux-Jeune
- Montreux-Vieux
- Mooslargue
- Oberbruck
- Pfetterhouse
- Retzwiller
- Rimbach-près-Masevaux
- Romagny
- Saint-Cosme
- Saint-Ulrich
- Sentheim
- Seppois-le-Bas
- Seppois-le-Haut
- Sewen
- Sickert
- Soppe-le-Bas
- Sternenberg
- Strueth
- Traubach-le-Bas
- Traubach-le-Haut
- Ueberstrass
- Valdieu-Lutran
- Wegscheid
- Wolfersdorf